# Abdihakem Abdirahman
Abdihakem "Abdi" Abdirahman ( en somalí: Cabdihakiim Cabdiraxmaan , en árabe: عبد الحكيم عبد الرحمن‎ ; Mogadiscio, Somalia, 1 de enero de 1977) es un corredor de larga distancia estadounidense. Es cinco veces olímpico y compite por los Estados Unidos en los 10.000 metros y el maratón .

## Carrera deportiva
Se graduó en la escuela secundaria de Tucson en 1995 y asistió al Colegio Comunitario Pima antes de acudir a la Universidad de Arizona. Se convirtió en ciudadano estadounidense en 2000.
En Arizona, Abdirahman fue nombrado como mejor Atleta Masculino del Año de Cross Country de la Conferencia Pacific-10 en 1998. Finalizó en segunda posición en el Campeonato de Cross Country de la NCAA de 1998.
Abdirahman compitió en cinco Campeonatos Mundiales de Cross Country de la IAAF consecutivos entre los años 2000 y 2004, con su mejor puesto final en el puesto 11 en 2002 .
Compitió en los 10.000 metros en los Juegos Olímpicos de Verano de 2000 y 2004, terminando décimo y decimoquinto, respectivamente. También terminó séptimo en los 10.000 metros en el Campeonato Mundial de Osaka 2007, su mejor resultado tras quedar 19º en 2003 y 13º en 2005.
En 2008, Abdirahman ganó los 10.000 metros en las Pruebas Olímpicas de Estados Unidos. También fue campeón de la división masculina de Monument Avenue 10K en Richmond, VA .
Su mejor marca personal tuvo lugar en los 10.000 metros con un tiempo de 27:16,99 minutos, logrado en junio de 2008 en Hayward Field durante el Prefontaine Classic .
El 14 de enero de 2012, se clasificó para los Juegos Olímpicos de 2012 al terminar tercero en el maratón olímpica de EE. UU. en Houston. En los Juegos Olímpicos de 2012 abandonó el maratón antes de la mitad del recorrido debido a una lesión en la rodilla.
Abdirahman finalizó tercero en el TCS New York City Marathon 2016 con un tiempo de 2:11:23.
En las pruebas olímpicas de Estados Unidos de 2020 en Atlanta finalizó en tercera posición con un tiempo de 2:10:03, un segundo por detrás de Jake Riley, convirtiéndose así, a sus 43 años, en el corredor estadounidense de mayor edad. En el maratón masculino de los Juegos Olímpicos de verano de 2020 terminó en el puesto 41.